# Юхкентали
Ю́хкентали (эст. Juhkentali) — микрорайон в районе Кесклинн города Таллина, Эстония. 

## География

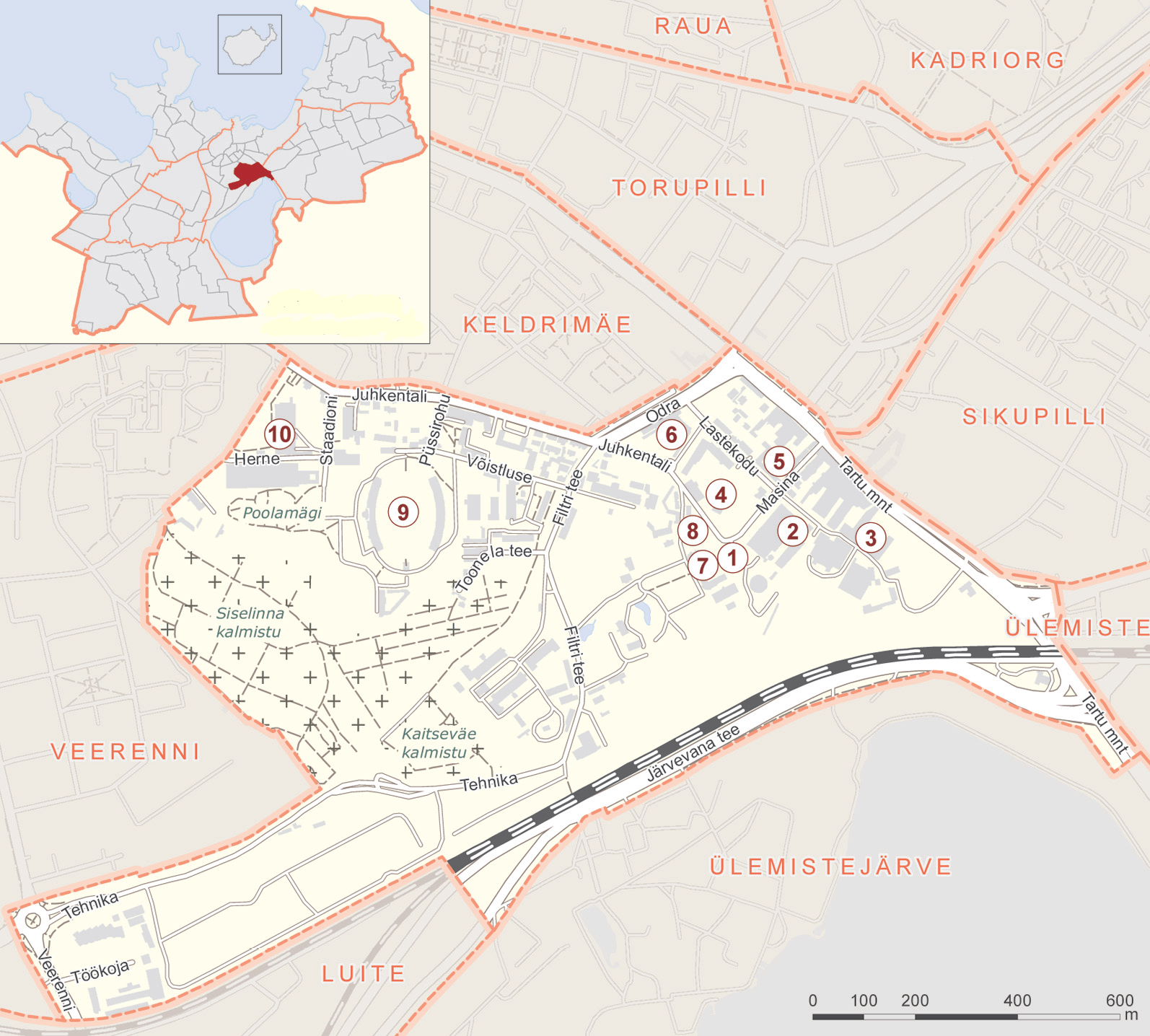
Карта микрорайона Юхкентали

Расположен в центральной части Таллина. Граничит с микрорайонами Веэренни, Келдримяэ, Луйте, Сикупилли, Торупилли, Юлемисте и Юлемистеярве. Площадь — 1,3 км². Плотность населения на 1 января 2023 года — 1270,8 чел/км².

## Улицы
По территории микрорайона проходят улицы Выйстлузе,  Ластекоду, Мазина, Одра, Пюссироху, Стаадиони, Тартуское шоссе, Тоонела, Фильтри, Херне, Юхкентали, Ярвевана.

## Население
| Численность населения микрорайона Юхкентали на 1 января по данным Регистра народонаселения | Численность населения микрорайона Юхкентали на 1 января по данным Регистра народонаселения | Численность населения микрорайона Юхкентали на 1 января по данным Регистра народонаселения | Численность населения микрорайона Юхкентали на 1 января по данным Регистра народонаселения | Численность населения микрорайона Юхкентали на 1 января по данным Регистра народонаселения | Численность населения микрорайона Юхкентали на 1 января по данным Регистра народонаселения | Численность населения микрорайона Юхкентали на 1 января по данным Регистра народонаселения |
| 2008                                                                                       | 2011                                                                                       | 2012                                                                                       | 2013                                                                                       | 2014                                                                                       | 2015                                                                                       | 2016                                                                                       |
| ------------------------------------------------------------------------------------------ | ------------------------------------------------------------------------------------------ | ------------------------------------------------------------------------------------------ | ------------------------------------------------------------------------------------------ | ------------------------------------------------------------------------------------------ | ------------------------------------------------------------------------------------------ | ------------------------------------------------------------------------------------------ |
| 1074                                                                                       | ↗1092                                                                                      | ↗1106                                                                                      | ↘1105                                                                                      | ↗1197                                                                                      | ↗1221                                                                                      | ↗1306                                                                                      |
| 2017                                                                                       | 2018                                                                                       | 2019                                                                                       | 2020                                                                                       | 2021                                                                                       | 2022                                                                                       | 2023                                                                                       |
| ↗1374                                                                                      | ↗1453                                                                                      | ↘1397                                                                                      | ↗1422                                                                                      | ↗1460                                                                                      | ↗1525                                                                                      | ↗1652                                                                                      |

## История
Название микрорайона произошло от названия летней мызы Яухенталь (нем. Jauchenthal, позднее нем. Joachimsthal), построенной на берегу протекавшей здесь ранее реки Хярьяпеа книготорговцем и городским печатником Лоренцем Яухом (Lorenz Jauch) в 1655 году. Поселение сформировалось в XVII веке вокруг городской мызы Йоахимшталь (нем. Joachimsthal), центр которой  находился на грунте по нынешнему адресу ул. Юхкентали 58.
Река Хярьяпеа в средние века и позднее была важнейшим водотоком Таллина. В XII―XIV веках на реке были построены водяные мельницы, большинство из которых располагалось в Юхкентали. В 1664 году на берегу реки Хярьяпеа Лоренц Яух основал старейшую в Эстонии бумажную фабрику, которая стала предшественницей Таллинского целлюлозно-бумажного комбината. В 1716 году здесь была построена водяная лесопилка, принадлежавшая «Адмиралтейским мастерским», расположенным в порту Ревеля. 
В 1715 году на месте бывшей летней мызы Юхкентали был построен военно-морской госпиталь. В 1772 году рядом с госпиталем была построена Троицкая церковь, действовавшая до 1894 года. В 1772 году, после указа правящего Сената Российской империи, запрещавшего захоронение умерших возле церквей и требовавшего строительства кладбищ на расстоянии не менее 640 метров от более плотной застройки, было создано Александро-Невское кладбище. В XVIII веке в его южной части было основано кладбище Мухаммеда (к настоящему времени разрушено).
В XIX веке здесь стало развиваться жилищное строительство, и возникла сеть улиц, в частности, улицы Африканская (сейчас Выйстлузе), Кладбищенская (в 1955 году переименована в улицу Стаадиони (Стадионная)), Сиротская (с 1939 года стала называться Ластекоду (Детдомовская)).
В 1925 году в Юхкентали был построен Центральный госпиталь Сил обороны Эстонии, в советское время — Центральный военный госпиталь. В 1999 году главное здание госпитального комплекса было внесено в Государственный регистр памятников культуры Эстонии как памятник архитектуры. Богато оформленное здание — яркий образец творчества архитектора А. И. Владовского. После выхода Эстонии из состава СССР здание стояло пустым; после капитальной реставрации, осуществлённой в 2000—2001 годах, было передано в пользование Главного штаба Сил обороны Эстонии.

## Главные объекты
В микрорайоне Юхкентали находятся: 

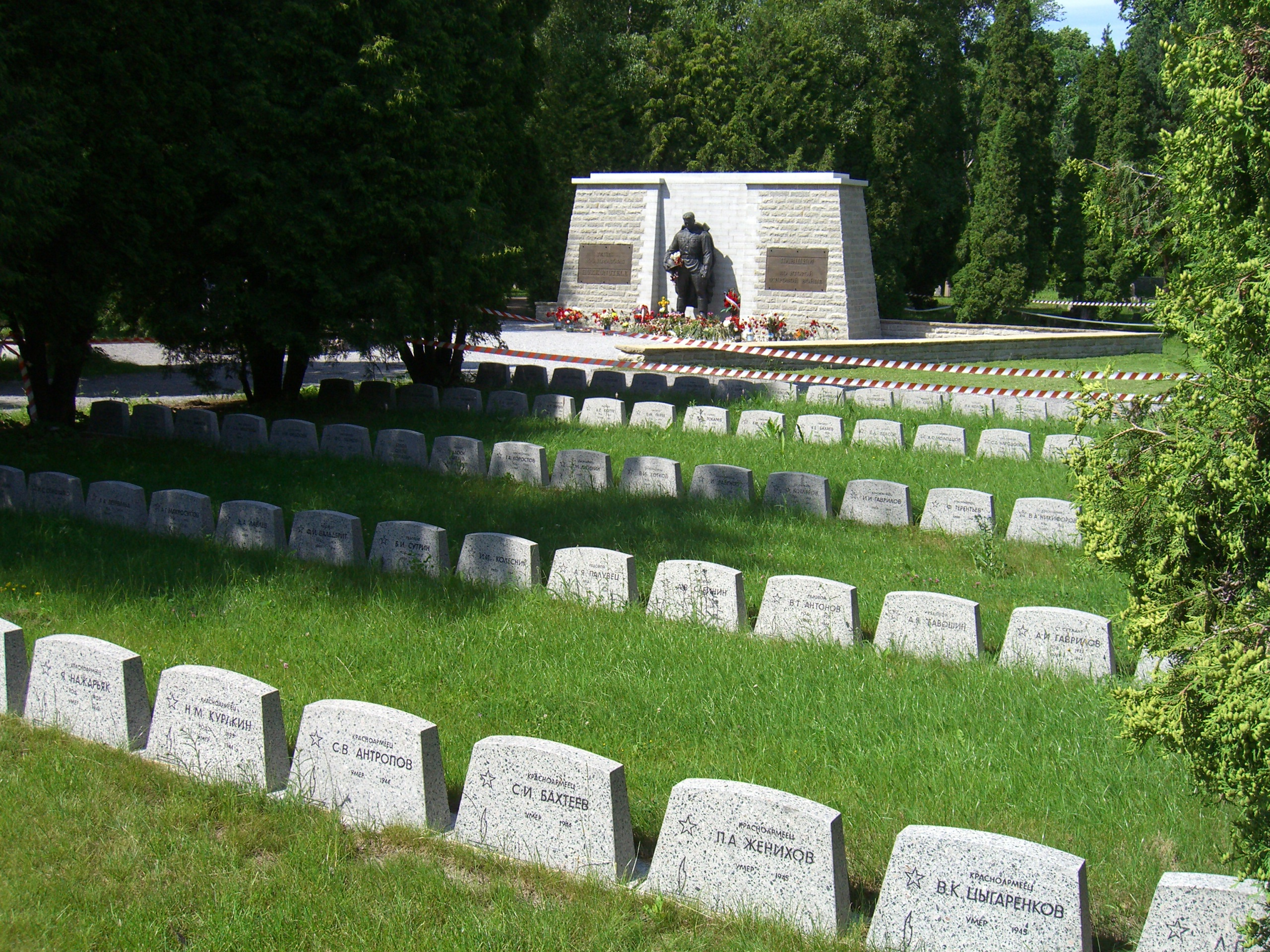
Бронзовый солдат на Военном кладбище

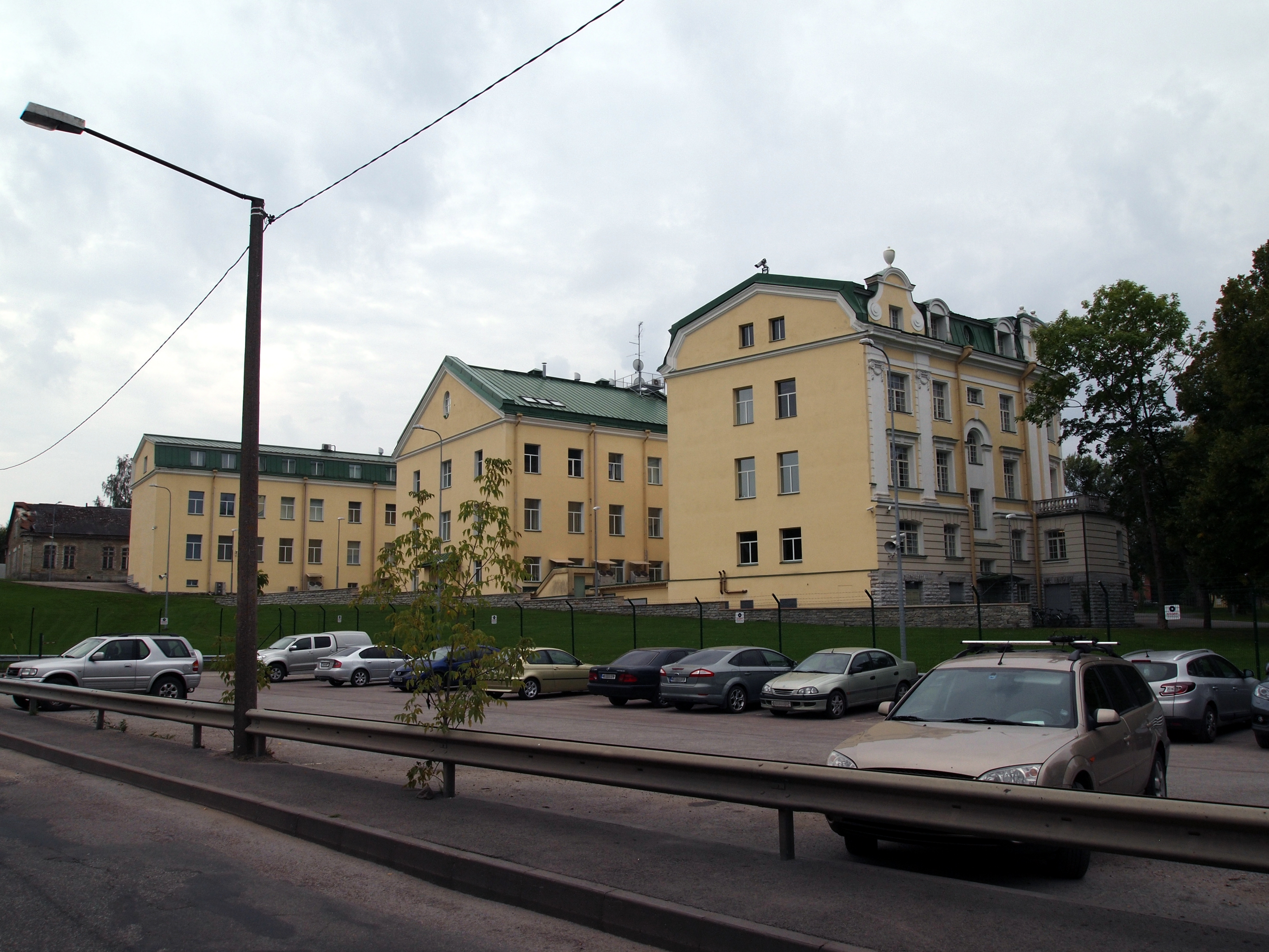
Главный штаб Сил обороны Эстонии

- Lastekodu tn 46 — Таллинский автобусный вокзал;
- Juhkentali tn 12 — Спортхолл «Калев»[эст.]. Построен в 1962 году. Модернистское здание является примечательным образцом творчества архитекторов Уно Тёлпуса[эст.], Пеэтера Тарваса и Ольги Кончаевой. Внесено в Регистр памятников культуры Эстонии как памятник архитектуры[13];
- Juhkentali tn 58 — Главный штаб Сил обороны Эстонии;
- Filtri tee 12 — Батальон штаба и связи Управления кибер-безопасности Сил обороны Эстонии[эст.], улица Фильтри 12;
- Киберцентр НАТО в Таллине;
- Tartu mnt 80 — центральный офис медиа-компании «Postimees»;
- Staadioni tn 3 / Toonela tn 2А — Центральный стадион «Калев»;
- Herne tn 3 — Таллинский спортхолл[эст.];
- Herne tn 28 — Таллинский теннисный клуб «Калев»;
- Toonela tn 3 — кладбище Сизелинна, включающее в себя Александро-Невское кладбище, кладбище Вана-Каарли[эст.] и Военное кладбище, куда в апреле 2007 года из микрорайона Тынисмяги был перенесён памятник «Бронзовый солдат». Кладбище внесено в Государственный регистр памятников культуры Эстонии как памятник истории[14];
- Staadioni tn 10 — парк Пооламяэ[эст.].
- офисно-деловой квартал «Фале» (Парк Фале)[15].

### Учреждения образования
- Juhkentali tn 18 — Международная школа Эстонии (International School of Estonia)[16];
- Juhkentali tn 36 — здание Юхкентали Таллинской Кесклиннаской Русской гимназии (до 2014 года — Таллинская гимназия Юхкентали)[17].

## Общественный транспорт
По территории микрорайона Юхкентали проходят маршруты городские автобусов № 13, 23, 45, 54 и 67.

## Галерея

Микрорайон Юхкентали
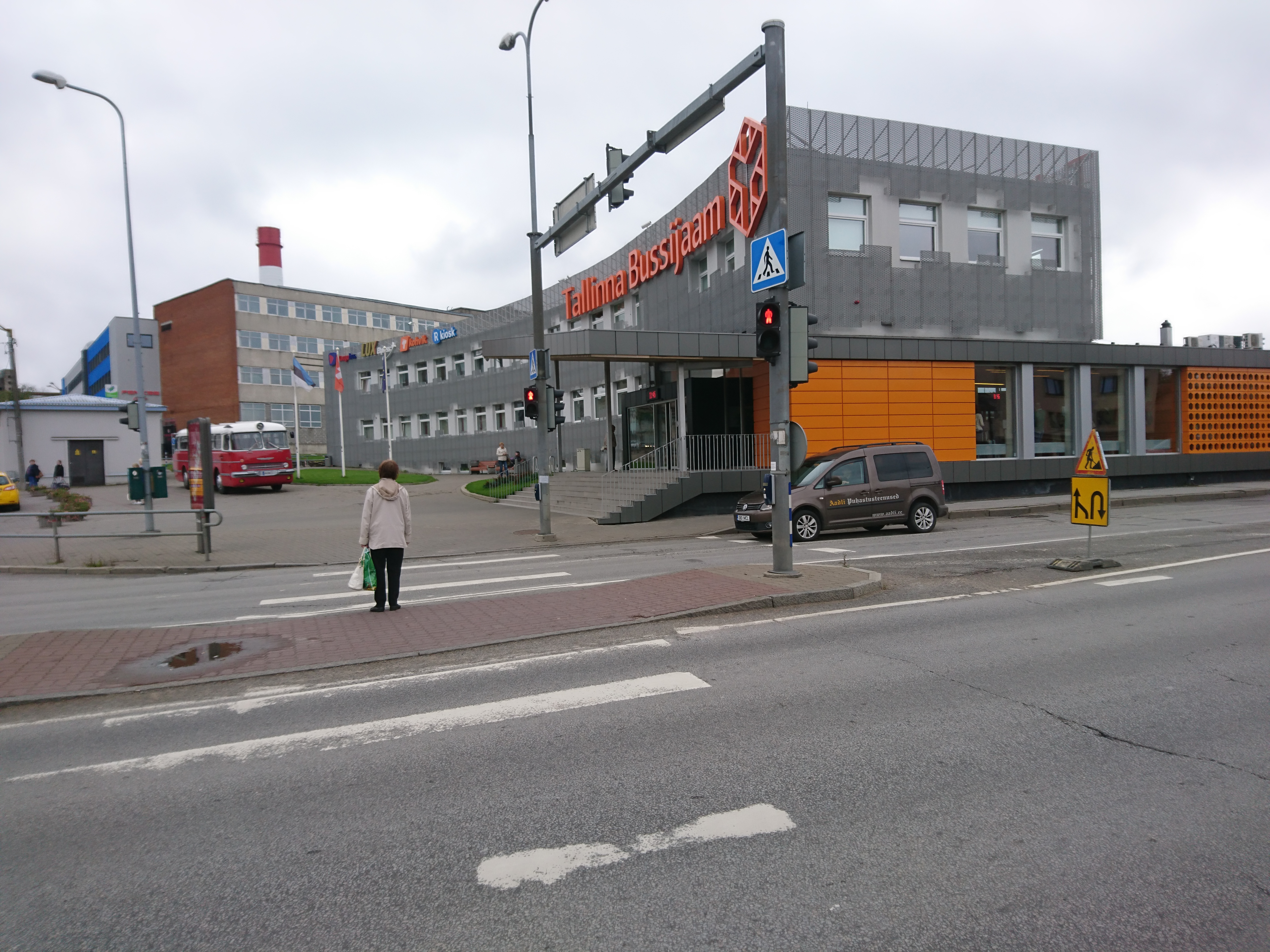
Таллинский автобусный вокзал
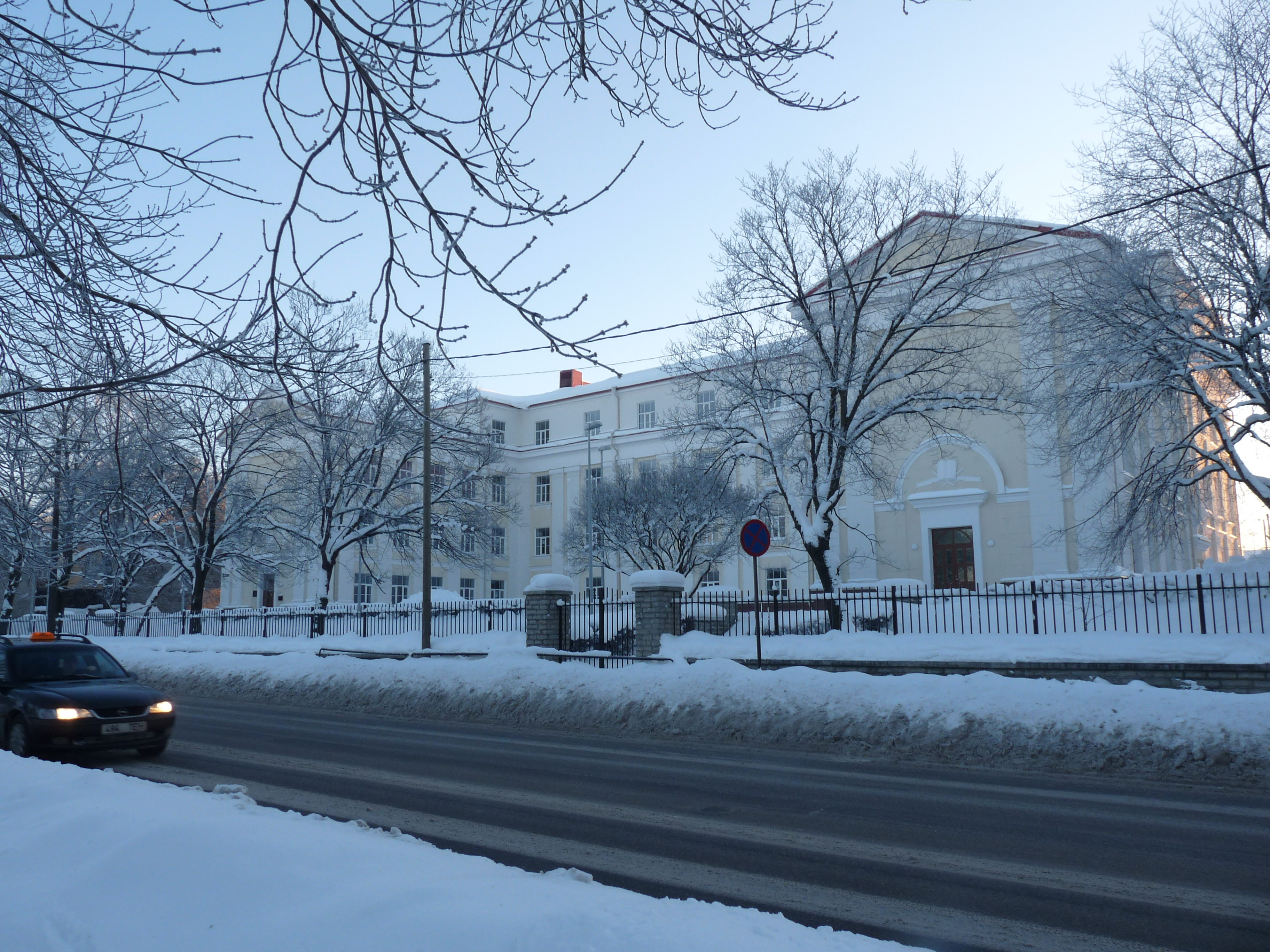
IB-школа, ул. Юхкентали, д. 36
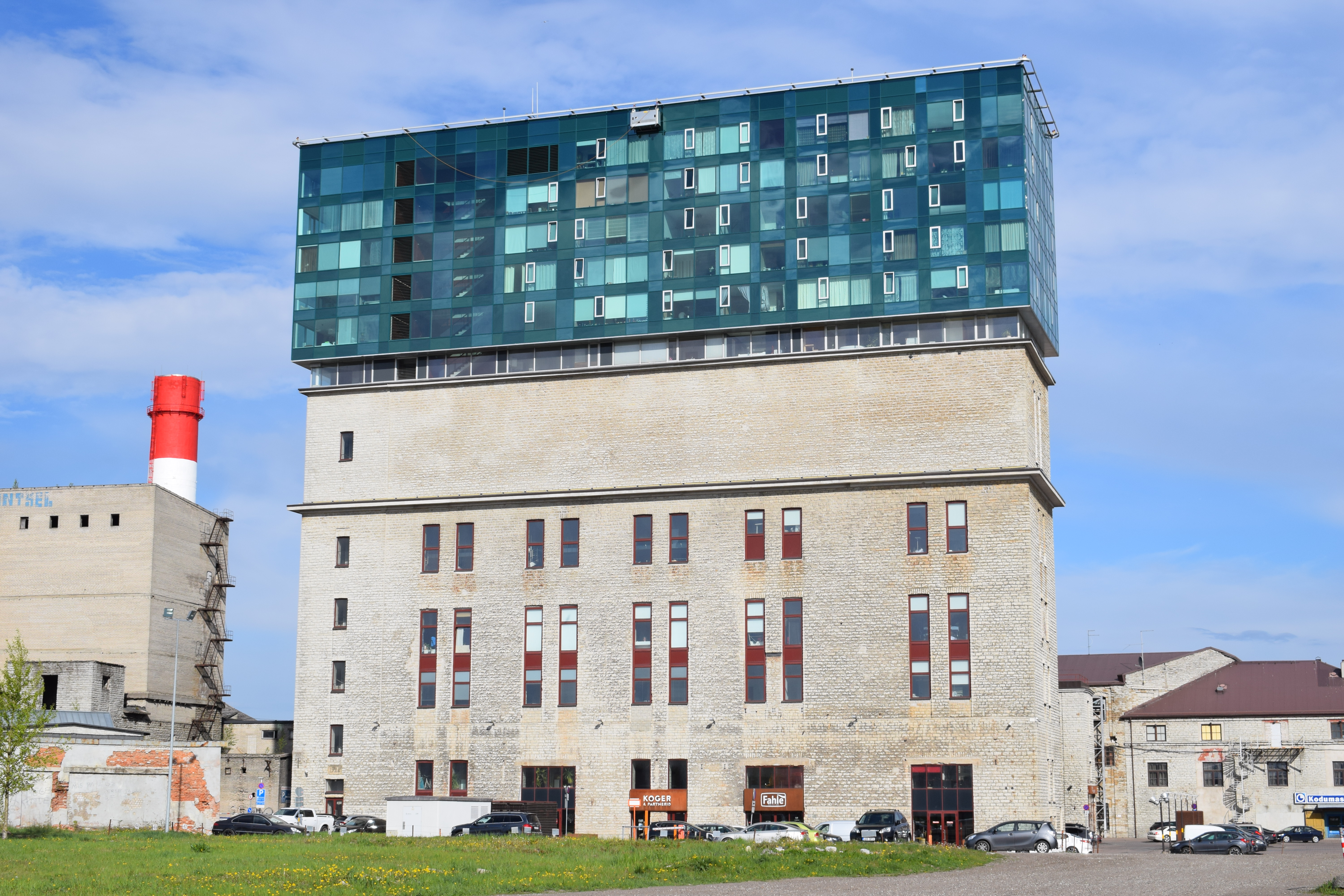
Дом Фале, бывший цех целлюлозно-бумажной фабрики (памятник архитектуры)
Квартал «Фале»
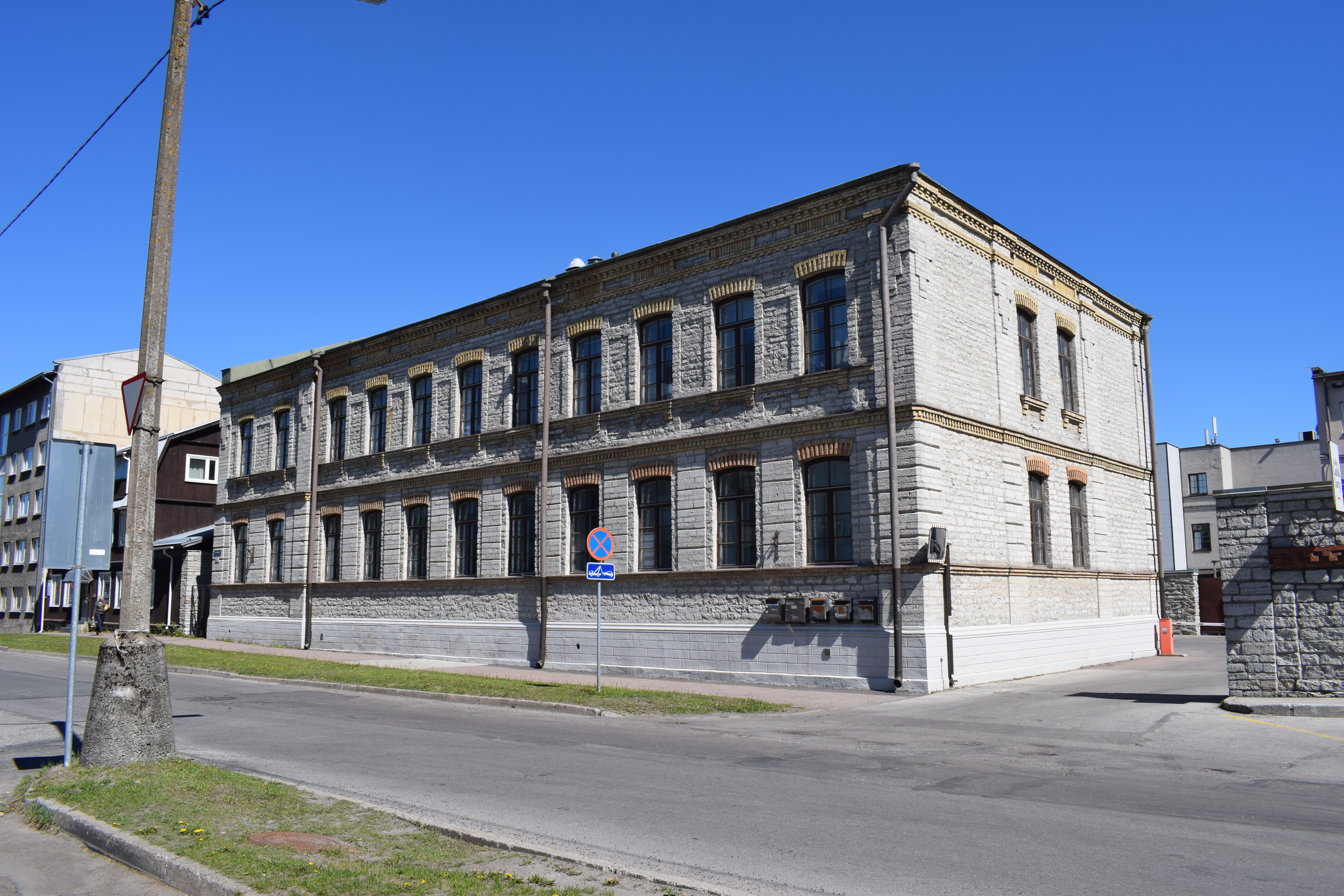
Улица Ластекоду, д. 43
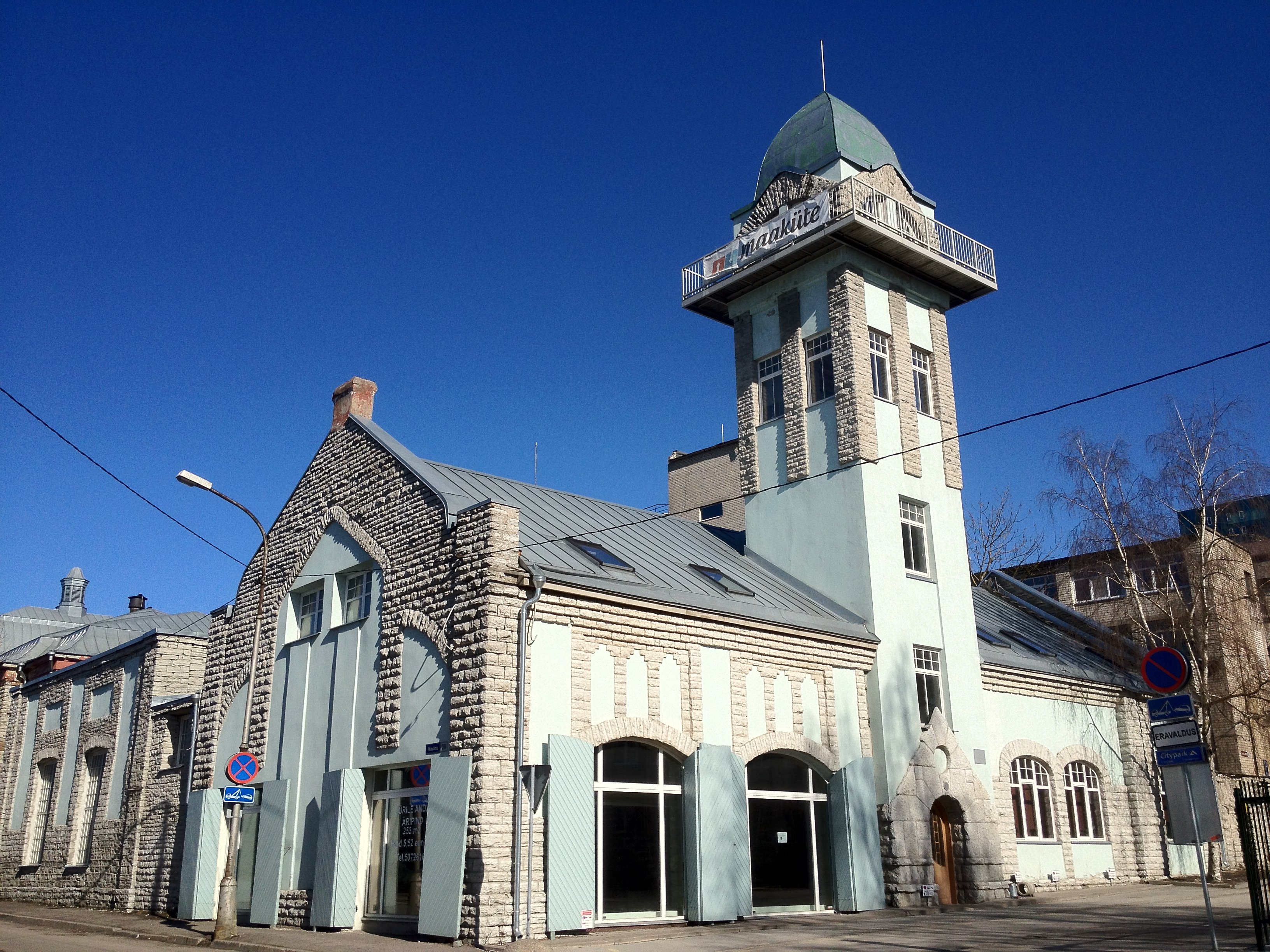
Улица Ластекоду, д. 20 (бывшее пожарное депо)
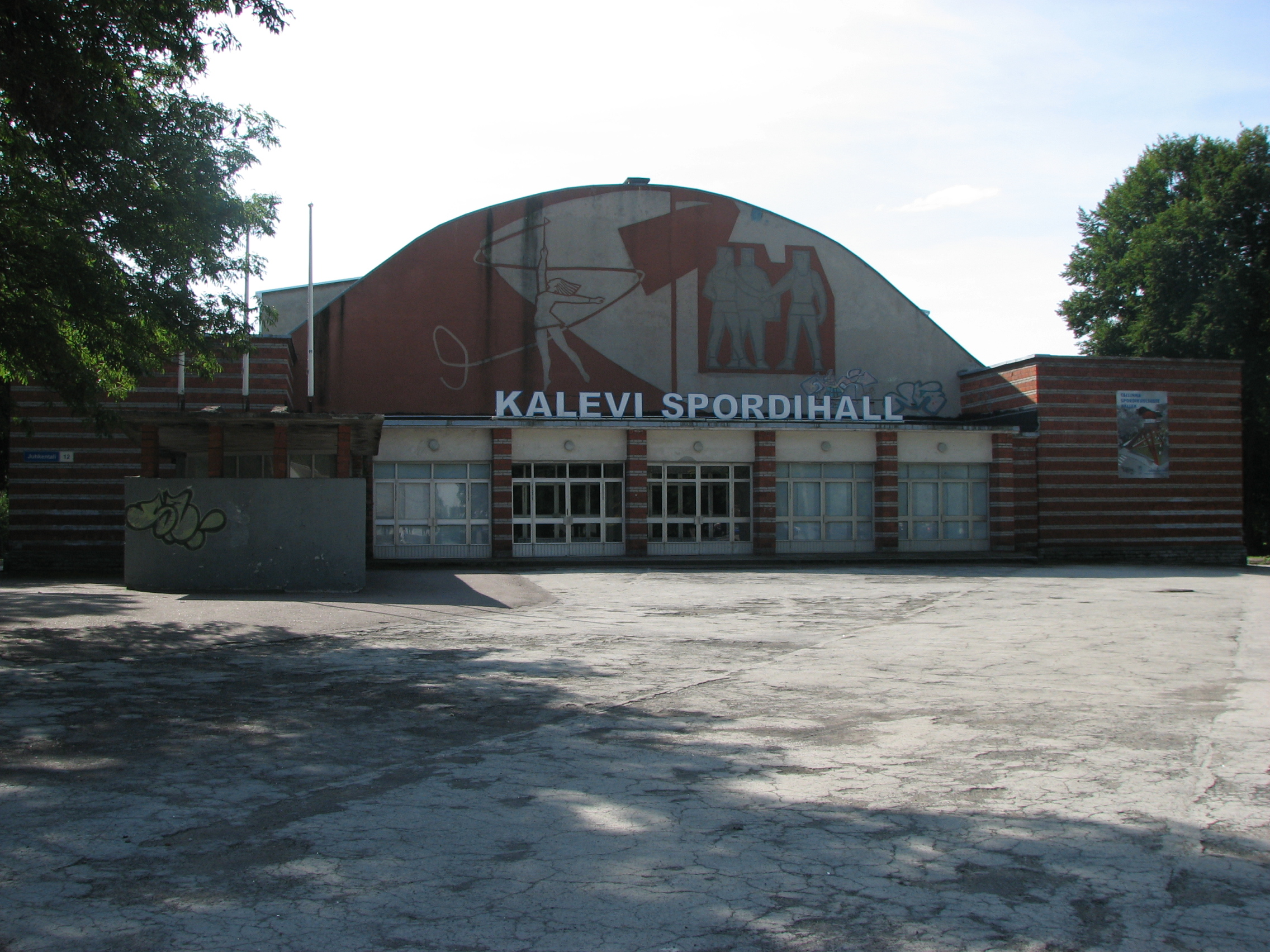
Спортхолл «Калев» (памятник архитектуры)
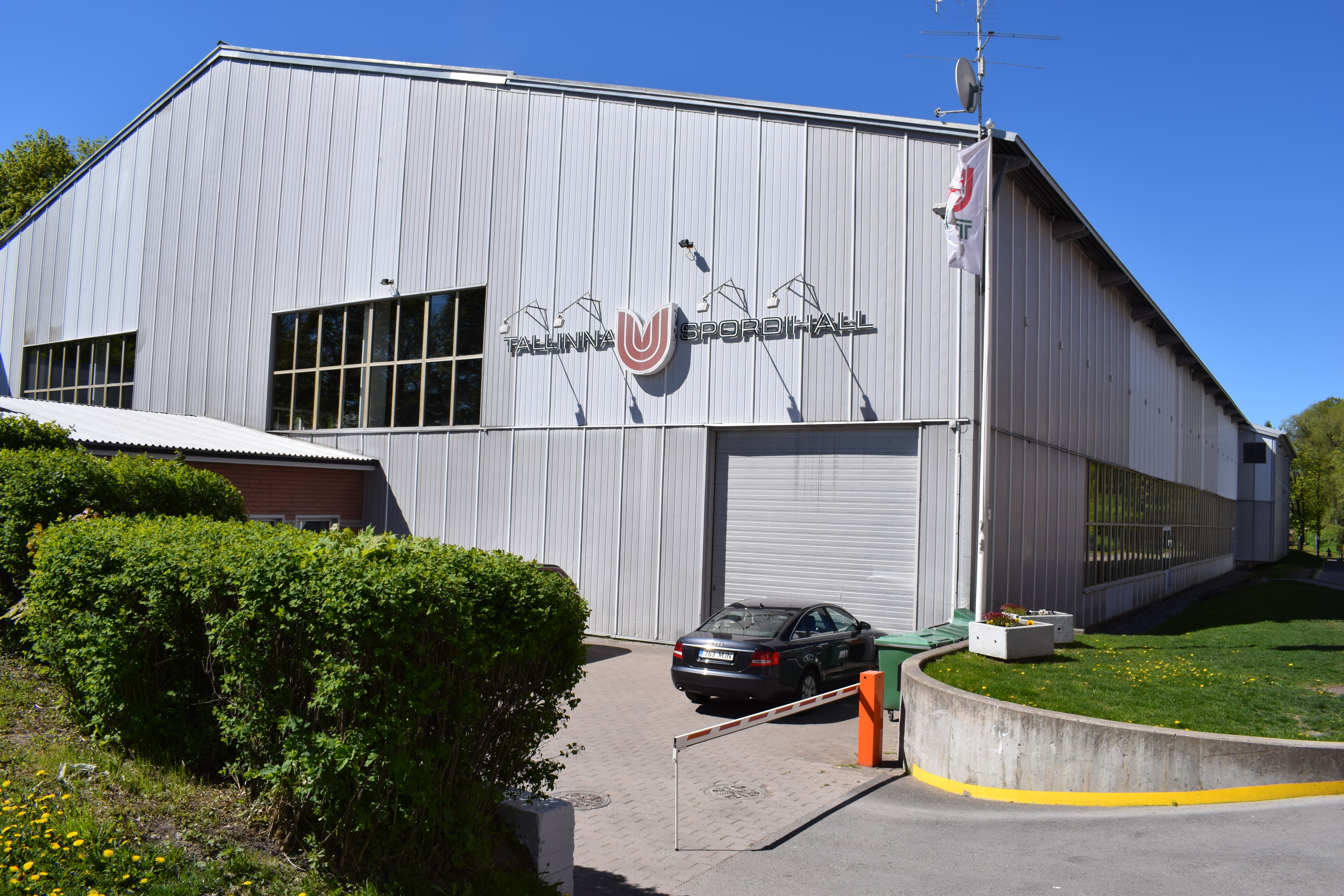
Таллинский спортхолл
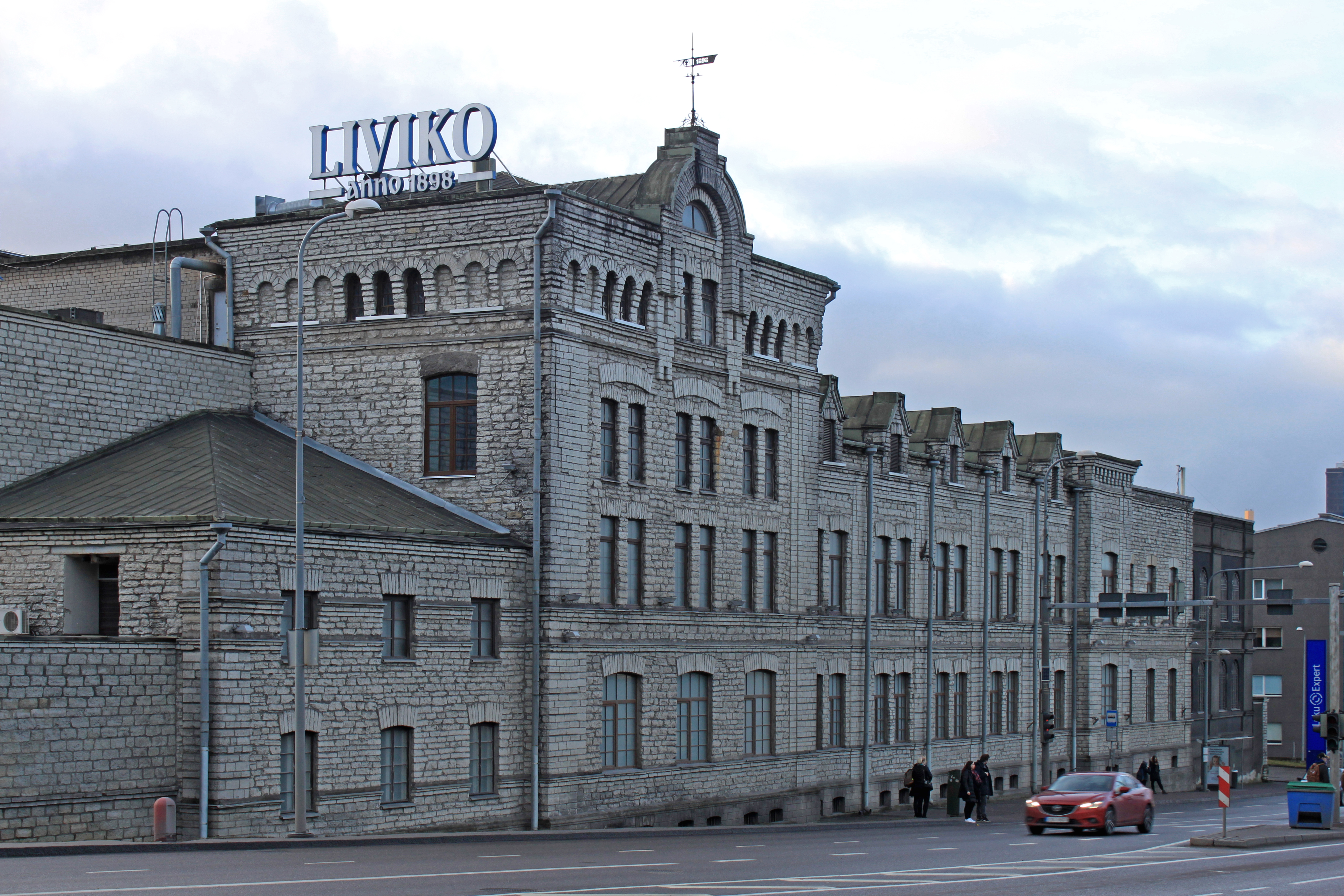
Главное здание ликёро-водочной фабрики «Liviko» (памятник архитектуры)
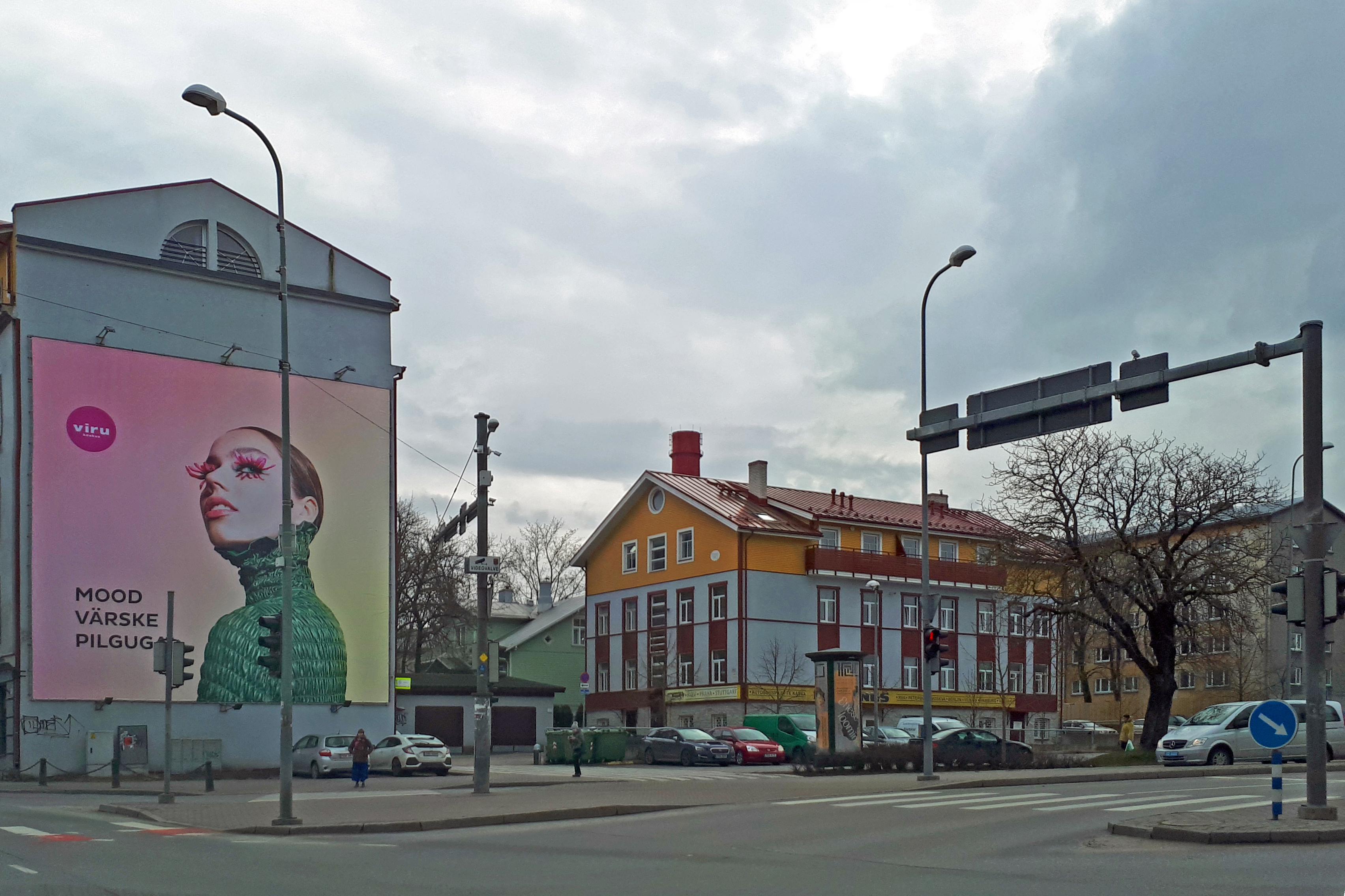
Тартуское шоссе, д. 68 и д. 68/2